# جيليان بيل
جيليان بيل (بالإنجليزية: Jillian Bell)‏ هي كاتبة سيناريو وممثلة أمريكية، ولدت في 25 أبريل 1984 بلاس فيغاس في الولايات المتحدة. بدأت مشوارها المهني سنة 2006.

## أعمال

### أفلام
- (2011) الإشبينات[5]
- (2012) المعلم[6]
- (2014) 22 شارع جامب
- (2014) خطيئة متأصلة[7]
- (2015) ذا نايت بيفور
- (2015) صرخة الرعب[8][9]
- (2016) حفلة عيد الميلاد
- (2017) اشتباك بالأيدي[10]
- (2017) ليلة قاسية[11]

### مسلسلات
- مدمني العمل

## وصلات خارجية
- جيليان بيل على موقع IMDb (الإنجليزية)
- جيليان بيل على موقع ألو سيني (الفرنسية)
- جيليان بيل على موقع ميوزك برينز (الإنجليزية)
- جيليان بيل على موقع أول موفي (الإنجليزية)
- جيليان بيل على موقع قاعدة بيانات الأفلام السويدية (السويدية)
- جيليان بيل على موقع قاعدة بيانات الفيلم (الإنجليزية)
- جيليان بيل على موقع كينوبويسك (الروسية)